# Hérakleia Trakhisz
Hérakleia Trakhisz az i. e. 431-ben kirobbant peloponnészoszi háború során alapított katonai telep. Nikiasz athéni hadvezér i. e. 426-ban elfoglalta a spártabarát Megara előtti szigetet, és végigpusztította Mélosz szigetét, valamint a Boiót tengerpartot. A spártaiak válaszul hozták létre Hérakleia Trakhiszt a thermopülai-szorosban, de a környező területeket csak öt évig tudták kezükben tartani. Thesszáliában ez volt a Peloponnészosztól legtávolabbi spártai kísérlet állandó szárazföldi támaszpont kiépítésére.